# 진야마치역
진야마치역(일본어: 陣屋町駅)은 일본 홋카이도 무로란시에 있는 일본화물철도의 철도역이다. 이 역은, 임시 차급화물의 취급역으로 되어 있지만, 2008년 3월 15일 다이어 개정에 의해 화물열차의 설정은 폐지되었다.

## 역 구조
본선부터 측선(임항선)이 분기하는 기부와, 그 1.5km있는 측선 종단의 통칭 '진야마치 임항역'부터이다. 측선의 일부는 무로란 본선의 구선을 전용했던 것이다. 역사 외의 상하 본선을 걸쳐 건너는 선과, 본선 · 측선의 분기점이 있다. 진야마치 임항역부터 서쪽의 유치선이 여러개, 후술하는 전용선의 야마테 선으로 따라 증설되고 있다.
'진야마치 임항역'에는, 중국이나 한국과의 외국 무역 컨테이너 정기 항로용 안벽의 컨테이너 야드로 인접하는 컨테이너 승강장 외에는, 제 3 섹터의 무로란 개발이 운용을 위탁하고 있는 약 0.8km의 야마테 선과 약 1.5km의 가이테 선으로 불리는 2개의 전용선이 분기되고 있다. 가이테 선에는 목재 칩(펄프 · 종이의 원료)를 무개차로 짐을 싣는 설비가 있고, 열차 설정시는 무로란 항으로 양륙하는 닛폰 제지 시라오이 공장 (하기노역 인접) 방향의 목재 칩 하역 작업이 실시되고 있지만, 현재는 트레일러에 의해 수송이 되고 있다.
게다가, 말기까지 설정되어 있던 화물열차는 전용 화물열차로, 하기노역과의 사이에 하루 1회 왕복 운행되고 있다. 전용으로 개조되었던 와무 48000형 유개화차 만으로 편성되어 있다.

## 이용 현황
| 연도     | 발송 화물 | 도착 화물 |
| 2005년도 | 101,514t  | 0t        |
| -------- | --------- | --------- |

## 역 주변
- 국도 제37호선
- 도오 자동차도 무로란 나들목
- 하쿠초 대교
- JX 닛코 닛세키 에너지 무로란 제유소
- 무로란 항

## 역사
- 1944년 10월 1일 : 진야마치 신호장(陣屋町信号場)으로서 개업.
- 1953년 7월 15일 : 진야마치역으로 승격.
- 1970년 8월 1일 : 여객영업 폐지, 화물역으로 전환.
- 1987년 4월 1일 : 민영화에 의해, 일본화물철도로 이관.

## 인접 정차역
| 홋카이도 여객철도 ■ 무로란 본선 | 홋카이도 여객철도 ■ 무로란 본선 | 홋카이도 여객철도 ■ 무로란 본선 |
| ------------------------------- | ------------------------------- | ------------------------------- |
| 사키모리 오샤만베 방면          |                                 | 모토와니시 히가시무로란 방면    |